# Nabil Dirar
Nabil Dirar (født 25. februar 1986 i Casablanca, Marokko), er en marokkansk fodboldspiller (wing/back). Han spiller for Fenerbahçe i Tyrkiet.
Dirar har tidligere spillet en årrække i Belgien og Frankrig, hvor han har repræsenteret K.V.C. Westerlo, Club Brugge og AS Monaco. Hos Monaco var han i 2017 med til at vinde det franske mesterskab.

## Landshold
Dirar har (pr. maj 2018) spillet 32 kampe for Marokkos landshold, som han debuterede for 11. oktober 2008 i et opgør mod Mauretanien. Han var en del af den marokkanske trup til VM 2018 i Rusland.